# Noah Maposa
Noah Maposa, né le 3 juin 1985 à Kopong, est un footballeur botswanais qui évolue au poste de gardien de but.

## Carrière

### Clubs
En 2005, Maposa intègre l'équipe des Centre Chiefs. Il doit attendre trois ans avant de remporter ses premiers trophées, à savoir le championnat du Botswana ainsi que la coupe nationale après une victoire sur l'União Flamengo Santos.
En 2009, il est prêté au club sud-africain du Bay United, équipe entraîné par l'entraîneur mythique botswanais David Bright. Il n'y fait qu'une seule saison avant de revenir à Centre Chiefs où il échoue dans la quête d'une seconde coupe du Botswana, défait en finale de l'édition de 2009-2010 par les Township Rollers après prolongation.
En 2011, il signe avec Gaborone United de l'entraîneur Mike Sithole.

### International
En 2007, il joue ses premiers matchs internationaux avec l'équipe nationale des moins de vingt-trois ans avant de décrocher sa première sélection en équipe A en 2008, appelé par Stanley Tshosane. Il est retenu dans la liste des sélectionnés pour la coupe d'Afrique des nations 2012 mais doit se contenter d'un poste de remplaçant derrière Modiri Marumo.

## Palmarès
- Championnat du Botswana de football : 2008
- Coupe du Botswana de football : 2008